# Omanodon
Omanodon — рід приматів, споріднених лемуроподібними, які мешкали в Омані на початку олігоцену.